# カデンツァ
カデンツァ(伊: cadenza, 独: Kadenz)とは、一般に、独奏協奏曲やオペラ等のアリアにあって、独奏楽器や独唱者がオーケストラの伴奏を伴わずに自由に即興的な演奏・歌唱をする部分のことである。なお、イタリア語の「カデンツァ」もドイツ語の「カデンツ」も、もともとは終止形としての和音進行を意味しているが、日本では一般に和音進行についてはドイツ語の「カデンツ」、協奏曲やアリアの即興的独奏・独唱部分についてはイタリア語の「カデンツァ」が使われることが多い。ごく稀に、室内楽曲（モーツァルトのヴァイオリンソナタ第30番終楽章、作り付け）、ピアノ独奏曲（リストのハンガリー狂詩曲第2番、任意）などにもみられる。
古典派の独奏協奏曲にあっては、通例、第1楽章のソナタ形式の終わり、コーダの部分で、一旦オーケストラによる合奏を中断する。その後、独奏楽器に自由な演奏をさせたあと、再び合奏となり楽章を終結する。典型的な例では、四六の主和音上で合奏が停止し、属音上のトリルを以て独奏部分を終わる。この場合、和声的には独奏部分全体を巨大な一つの属和音とみなすことができる。
上述のように元来カデンツァは独奏者が自由に即興的に演奏していた。が、時代が下ると、独奏者が即興で演奏するためにカデンツァの部分だけ質が低下すると感じる作曲家も登場し、作曲者が協奏曲全体の統一を図るため、協奏曲の作曲者自身が同じ楽譜の上にカデンツァを書き記すということが行われるようになる。こうなると形の上ではカデンツァでも、演奏者の自由は完全に損なわれる（ベートーヴェンのピアノ協奏曲第5番、メンデルスゾーンのヴァイオリン協奏曲など）。あるいは、ひとつの協奏曲に異なる複数の作曲家がカデンツァを書くようになり、現在では演奏家はその中から選んで演奏するのが一般的である。ただしこの場合でも、あえて他のカデンツァを演奏する、またはその場で即興的に演奏する、ということが希にある。
カデンツァは派手な技巧を凝らしすぎると協奏曲全体との均衡を崩すことになり､逆にあまり簡素だと芸術としての主張意欲がないと批判される。
多くの場合、拍子が一般の楽曲よりも自由で、拍子がなかったり、あっても安定しないのが普通である。また、テンポ・ルバートも自由に行われることが多い。